# Young Artist Award alla miglior performance in un film - Giovane attore protagonista
Il Young Artist Award alla miglior performance in un film - Giovane attore protagonista (Young Artist Award for Best Performance by a Leading Young Actor in a Feature Film) è un premio presentato annualmente dalla Young Artist Association ed assegnato al miglior giovane attore sotto i 21 anni.

## Storia
Inizialmente noto come Youth in Film Award for Best Young Actor Starring in a Motion Picture, il suo nome ha avuto numerose altre varianti nel corso degli anni sebbene lo spirito del premio sia rimasto sostanzialmente lo stesso sin dalla sua creazione. I vincitori sono scelti con voto segreto dei 125 membri della Young Artist Association.
Per le prime 23 cerimonie, a causa dei numerosi premi televisivi presentati dalla Young Artist Association, il periodo di ammissibilità ha riguardato due anni di calendario per riconoscere la stagione televisiva tradizionale. Ad esempio, il 1st Youth in Film Awards, presentato nell'ottobre 1979, ha premiato interpreti che sono comparsi in spettacoli televisivi e in lungometraggi che sono stati distribuiti tra il 1 settembre 1978 e il 31 agosto 1979. A partire dal 24° Young Artist Awards, presentato nel marzo 2003, il periodo di ammissibilità è diventato l'intero anno civile precedente, dal 1 gennaio al 31 dicembre.

## Albo d'oro
I vincitori sono indicati in grassetto. Per ogni film viene inoltre indicato tra parentesi il titolo originale.

### Anni 1980
- 1980
  - Dennis Christopher - All American Boys (Breaking Away)
  - Thelonious Bernard - Una piccola storia d'amore (A Little Romance)
  - Panchito Gomez - La scelta (Walk Proud)
  - Jeremy Levy - Rich Kids
  - Ricky Schroder - Il campione (The Champ)

- 1981
  - Justin Henry - Kramer contro Kramer (Kramer vs. Kramer)
  - Christopher Atkins - Laguna blu (The Blue Lagoon)
  - Matt Dillon - La mia guardia del corpo (My Bodyguard)
  - Paul McCrane - Saranno famosi (Fame)
  - Barry Miller - Saranno famosi (Fame)
  - Ricky Schroder - L'ultimo viaggio dell'arca di Noè (The Last Flight of Noah's Ark)
- 1982 
  - Ricky Schroder - Il bambino e il grande cacciatore (The Earthling)
  - Martin Hewitt - Amore senza fine (Endless Love)
  - Otto Rechenberg - Amy
  - Paul Schoeman - Child's Play
  - Gabriel Swann - Why Would I Lie?
  - Henry Thomas - Lontano dal passato (Raggedy Man)
- 1983
  - Henry Thomas - E.T. l'extra-terrestre (E.T. the Extra-Terrestrial)
  - Matt Dillon - Un ragazzo chiamato Tex (Tex)
  - Doug McKeon - Fuga nella notte (Night Crossing)
- 1984
  - C. Thomas Howell - I ragazzi della 56ª strada (The Outsiders)
  - Torquil Campbell - La leggenda della foca d'oro (The Golden Seal)
  - Sebastian Duncan - Un uomo, una donna e un bambino (Man, Woman and Child)
  - Frederick Koehler - Mister mamma (Mr. Mom)
  - Kelly Reno - Il ritorno di Black Stallion (The Black Stallion Returns)

- 1985
  - Anthony Michael Hall - Sixteen Candles - Un compleanno da ricordare (Sixteen Candles)
  - Peter Billingsley - A Christmas Story - Una storia di Natale (A Christmas Story)
  - Ross Harris - Testament
  - Noah Hathaway - La storia infinita (The NeverEnding Story)
  - Barret Oliver - La storia infinita (The NeverEnding Story)
  - Jason Presson - The Stone Boy
  - Byron Thames - Il cuore come una ruota (Heart Like a Wheel)
  - Henry Thomas - La finestra sul delitto (Cloak & Dagger)
- 1986
  - Sean Astin - I Goonies (The Goonies)
  - Hunter Carson - Paris, Texas
  - Lukas Haas - Witness - Il testimone (Witness)
  - Ethan Hawke - Explorers
  - Jason Lively -Ma guarda un po' 'sti americani  (National Lampoon's European Vacation)
  - Barret Oliver -D.A.R.Y.L.
- 1987
  - Peter Billingsley - Sogno a due ruote (The Dirt Bike Kid)
  - Chad Allen - Terror vision - Visioni del terrore (TerrorVision)
  - Brandon Douglas - Papa Was a Preacher
  - Scott Grimes - Critters, gli extraroditori (Critters)
  - Corey Haim - Lucas
  - Bobby Jacoby - The Zoo Gang

- 1988
  - Superstar
    - River Phoenix - Mosquito Coast (The Mosquito Coast)
    - Corey Haim - Ragazzi perduti (The Lost Boys)
    - David Mendenhall - Over the Top

  - Drammatico
    - Fred Savage - La storia fantastica (The Princess Bride)
    - Harley Cross - The Believers - I credenti del male (The Believers)
    - Joshua John Miller - I ragazzi del fiume (River's Edge)
    - Jacob Vargas - The Principal - Una classe violenta (The Principal)
    - Joshua Zuehlke - La protesta del silenzio (Amazing Grace and Chuck)

  - Commedia:
    - Patrick Dempsey - Playboy in prova (Can't Buy Me Love)
    - Ricky Busker - Bel colpo amico (Big Shots)
    - Keith Coogan - Adventures in Babysitting
    - Darius McCrary - Bel colpo amico (Big Shots)
    - Joshua Rudoy - Bigfoot e i suoi amici (Harry and the Hendersons)

  - Horror:
    - Corey Feldman - Ragazzi perduti (The Lost Boys)
    - Stephen Dorff - Non aprite quel cancello (The Gate)
    - Michael Sharrett - Dovevi essere morta (Deadly Friend)

- 1989
  - Drammatico:
    - Christian Bale - L'impero del sole (Empire of the Sun)
    - Warwick Davis - Willow (Willow)
    - Kevin Dillon  - Il salvataggio (The Rescue)
    - Roland Harrah III - Braddock: Missing in Action III (Braddock: Missing in Action III)
    - Neil Patrick Harris - Il grande cuore di Clara (Clara's Heart)
    - Sebastian Rice-Edwards - Anni '40 (Hope and Glory)

  - Commedia/Fantasy:
    - Corey Feldman - License to Drive - Licenza di guida (License to Drive)
    - Corey Haim - License to Drive - Licenza di guida (License to Drive)
    - Jade Calegory - Il mio amico Mac (Mac and Me)
    - David Moscow - Big
    - Jared Rushton - Big
    - Jamie Wild - Overboard - Una coppia alla deriva (Overboard)

  - Horror/Mystery:
    - Lukas Haas - Scarlatti - Il thriller (Lady in White)
    - Rodney Eastman - Nightmare 4 - Il non risveglio (A Nightmare on Elm Street 4: The Dream Master)
    - Ricky Paull Goldin - Blob - Il fluido che uccide (The Blob)
    - Andras Jones - Nightmare 4 - Il non risveglio (A Nightmare on Elm Street 4: The Dream Master)
    - Michael Kenworthy - Il ritorno dei morti viventi 2 (Return of the Living Dead Part II)
    - Kieran O'Brien - Rapina al computer (Bellman and True)

### Anni 1990
- 1990
  - Sean Astin - Scelta di vita (Staying Together)
  - Kirk Cameron - Parlami di te (Listen to Me)
  - Joel Carlson - Communion
  - Keith Coogan - Un ghepardo per amico (Cheetah)
  - Cory Danziger - L'erba del vicino (The Burbs)
  - Joshua John Miller - Cara dolce strega (Teen Witch)
  - Joaquin Phoenix - Parenti, amici e tanti guai (Parenthood)
  - Jared Rushton - Tesoro, mi si sono ristretti i ragazzi (Honey, I Shrunk the Kids)
  - Ben Savage - Piccoli mostri (Little Monsters)
  - Fred Savage - Il piccolo grande mago dei videogames (The Wizard)
- 1991
  - Macaulay Culkin - Mamma, ho perso l'aereo (Home Alone)
  - Balthazar Getty - Il signore delle mosche (Lord of the Flies)
  - Charlie Korsmo - Dick Tracy
  - Joshua Miller - Classe 1999 (Class of 1999)
  - Elijah Wood - Avalon
- 1992
  - Ethan Randall-Embry - Dutch è molto meglio di papà (Dutch)
  - Jonathan Brandis - La storia infinita 2  (The NeverEnding Story II: The Next Chapter)
  - Balthazar Getty - My Heroes Have Always Been Cowboys
  - Lukas Haas - Rosa Scompiglio e i suoi amanti (Rambling Rose)
  - Stian Smestad - Naufragio (Shipwrecked)
  - Robert J. Steinmiller Jr. - Bingo - Senti chi abbaia (Bingo)
  - Elijah Wood - La strada per il paradiso (Paradise)
- 1993
  - Elijah Wood - Il grande volo (Radio Flyer)
  - Jonathan Brandis - Ragazze nel pallone (Ladybugs)
  - Christopher Castile - Beethoven
  - Christian Coleman - South Central - Zona a rischio (South Central)
  - Stephen Dorff - La forza del singolo (The Power of One)
  - Joshua John Miller - Newman, robot di famiglia (And You Thought Your Parents Were Weird)
  - Robert Oliveri - Tesoro, mi si è allargato il ragazzino (Honey, I Blew Up the Kid)
  - Ethan Randall-Embry - Caro Babbo Natale (All I Want for Christmas)
  - Benjamin Salisbury - Finché dura siamo a galla (Captain Ron)
- 1994
  - Dramma
    - Edward Furlong - Una casa tutta per noi (A Home of Our Own)
    - Jason James Richter - Free Willy - Un amico da salvare (Free Willy)
    - Jesse Bradford - Piccolo, grande Aaron (King of the Hill)
    - Andrew Knott - Il giardino segreto (The Secret Garden)
    - Austin O'Brien - Last Action Hero - L'ultimo grande eroe (Last Action Hero)
    - Heydon Prowse - Il giardino segreto (The Secret Garden)
    - Ernie Reyes, Jr. - Guerrieri del surf (Surf Ninjas)
    - Robert J. Steinmiller Jr. - Un eroe piccolo piccolo (Jack the Bear)

  - Commedia
    - Mason Gamble - Dennis la minaccia (Dennis the Menace)
    - Omri Katz - Hocus Pocus
    - David Krumholtz - Cercasi superstar (Life with Mikey)
    - Sean Murray - Hocus Pocus
    - David Netter - La giustizia di un uomo (One Good Cop)
    - Michael Oliver - Piccola peste torna a far danni (Problem Child 2)
- 1995
  - Brad Renfro - Il cliente (The Client)
  - Sean Nelson - Fresh
  - Austin O'Brien - Il mio primo bacio (My Girl 2)
  - Elijah Wood - Genitori cercasi (North)
- 1996
  - Wil Horneff - Una gorilla per amica (Born to Be Wild)
  - Jerry Barone - Un giorno da ricordare (Two Bits)
  - Jesse Bradford - Lontano da casa (Far From Home: The Adventures of Yellow Dog)
  - Joseph Mazzello & Brad Renfro - Amici per sempre (The Cure)
  - Hal Scardino - La chiave magica (The Indian in the Cupboard)
  - Ryan Slater - Il piccolo panda (The Amazing Panda Adventure)
  - Jonathan Taylor Thomas - Le avventure di Tom Sawyer e Huck Finn (Tom and Huck)
- 1997
  - Lucas Black - Lama tagliente (Sling Blade)
  - Kevin Bishop - I Muppet nell'isola del tesoro (Muppet Treasure Island)
  - Kyle Howard - Arresti familiari (House Arrest)
  - Vincent Kartheiser - Alaska
  - Joe Perrino - Sleepers
- 1998 
  - Blake Heron - Shiloh, un cucciolo per amico (Shiloh)
  - Kevin Zegers - Air Bud - Campione a quattro zampe (Air Bud)
  - Blake Foster - Turbo Power Rangers - Il film (Turbo: A Power Rangers Movie)
  - Brandon Hammond - I sapori della vita (Soul Food)
  - Mario Yedidia - Warriors of Virtue
- 1999
  - Miko Hughes - Codice Mercury (Mercury Rising)
  - Michael Caloz - Little Men
  - Joseph Cross - Ad occhi aperti (Wide Awake)
  - Kieran Culkin - Basta guardare il cielo (The Mighty)
  - Kyle Gibson - True Friends
  - Joseph Mazzello - Simon Birch
  - Eamonn Owens - The Butcher Boy
  - Gregory Smith - Small Soldiers
  - Ian Michael Smith - Simon Birch
  - Kevin Zegers - Air Bud 2 - Eroe a quattro zampe (Air Bud: Golden Receiver)

### Anni 2000
- 2000
  - Haley Joel Osment - The Sixth Sense - Il sesto senso (The Sixth Sense)
  - Lucas Black - Pazzi in Alabama (Crazy in Alabama)
  - Jeremy Blackman - Magnolia
  - Noah Fleiss - Dalla parte della madre (Joe the King)
  - Jake Gyllenhaal - Cielo d'ottobre (October Sky)
- 2001 
  - Rob Brown - Scoprendo Forrester (Finding Forrester)
  - Patrick Fugit - Quasi famosi (Almost Famous)
  - Ryan Merriman - Just Looking
  - Haley Joel Osment - Un sogno per domani (Pay It Forward)
  - Kevin Zegers - Jack simpatico genio (MVP: Most Valuable Primate)
- 2002 
  - Anton Yelchin - Cuori in Atlantide (Hearts in Atlantis)
  - Blake Foster - Kids World
  - Trevor Morgan - Prigione di vetro (The Glass House)
  - Camden Munson - In The Bedroom
  - Haley Joel Osment - A.I. - Intelligenza artificiale (A.I.: Artificial Intelligence)
  - Alexander Pollock - Come cani e gatti (Cats & Dogs)
- 2003[10]
  - Tyler Hoechlin - Era mio padre (Road to Perdition)
  - Jamie Bell - Nicholas Nickleby
  - Rory Culkin - Signs
  - Nicholas Hoult - About a Boy - Un ragazzo (About A Boy)
  - Lil' Bow Wow - Il sogno di Calvin (Like Mike)
  - Matthew O'Leary - Frailty - Nessuno è al sicuro (Frailty)
  - Mark Rendall - L'isola dei cavalli selvaggi (Touching Wild Horses)
- 2004 
  - Jeremy Sumpter - Peter Pan
  - Liam Aiken - Cani dell'altro mondo (Good Boy!)
  - David Henrie - Arizona Summer
  - Shia LaBeouf - Holes - Buchi nel deserto (Holes)
  - Frankie Muniz - Agente Cody Banks
  - Haley Joel Osment - Secondhand Lions
- 2005
  - Jamie Bell - Undertow
  - Liam Aiken - Lemony Snicket - Una serie di sfortunati eventi (Lemony Snicket's A Series of Unfortunate Events)
  - Rory Culkin - Mean Creek
  - Freddie Highmore - Neverland - Un sogno per la vita (Finding Neverland)
  - Bobby Preston - Un'estate a tutto gas (Motocross Kids)
- 2006 
  - Josh Hutcherson - Zathura - Un'avventura spaziale (Zathura: A Space Adventure)
  - Adam Butcher - Saint Ralph
  - Freddie Highmore - La fabbrica di cioccolato (Charlie and the Chocolate Factory)
  - Taylor Lautner - Le avventure di Sharkboy e Lavagirl in 3-D (The Adventures of Sharkboy and Lavagirl in 3-D)
  - William Moseley - Le cronache di Narnia - Il leone, la strega e l'armadio (The Chronicles of Narnia: The Lion, the Witch and the Wardrobe)
- 2007 
  - Logan Lerman - Hoot 
  - Cameron Bright - Running (Running Scared)
  - Conor Donovan - 12 and Holding
  - Josh Hutcherson - Vita da camper (RV)
  - Alex Neuberger - Running (Running Scared)
  - Thomas Brodie-Sangster - Nanny McPhee - Tata Matilda (Nanny McPhee)
- 2008
  - Josh Hutcherson - Un ponte per Terabithia (Bridge to Terabithia)
  - Alex Etel - The Water Horse - La leggenda degli abissi (The Water Horse: Legend of the Deep)
  - Miles Heizer - Rails & Ties - Rotaie e legami (Rails & Ties)
  - Freddie Highmore - La musica nel cuore - August Rush (August Rush)
  - Jacob Kogan - Joshua
  - Logan Lerman - Quel treno per Yuma (3:10 to Yuma)
  - Zach Mills - Mr. Magorium e la bottega delle meraviglie (Mr. Magorium's Wonder Emporium)
  - Alex Neuberger - Underdog - Storia di un vero supereroe (Underdog)
  - Chris O'Neil - Mimzy - Il segreto dell'universo (The Last Mimzy)
  - Alejandro Polanco - Chop Shop
- 2009
  - Nate Hartley - Drillbit Taylor - Bodyguard in saldo (Drillbit Taylor)
  - Freddie Highmore - Spiderwick - Le cronache (The Spiderwick Chronicles)
  - Josh Hutcherson - Viaggio al centro della Terra 3D (Journey to the Center of the Earth)
  - Skandar Keynes - Le cronache di Narnia - Il principe Caspian (The Chronicles of Narnia: Prince Caspian)

### Anni 2010
- 2010
  - Max Records - Nel paese delle creature selvagge (Where The Wild Things Are)
  - Jake T. Austin - Hotel Bau (Hotel for Dogs)
  - Jimmy Bennett - Alabama Moon
  - Devon Bostick - Adoration
  - Taylor Lautner - The Twilight Saga: New Moon
- 2011
  - Jaden Smith - The Karate Kid - La leggenda continua (The Karate Kid)
  - Zachary Gordon - Diario di una schiappa (Diary of a Wimpy Kid)
  - Noah Ringer - L'ultimo dominatore dell'aria (The Last Airbender)
  - Eros Vlahos - Tata Matilda e il grande botto (Nanny McPhee and the Big Bang)
- 2012
  - Dakota Goyo - Real Steel
  - Asa Butterfield - Hugo Cabret (Hugo)
  - Joel Courtney - Super 8
  - Nathan Gamble - L'incredibile storia di Winter il delfino (Dolphin Tale)
  - Brian Gilbert - The Son of No One
  - Zachary Gordon - Diario di una schiappa 2 - La legge dei più grandi (Diary of a Wimpy Kid: Rodrick Rules)
  - José Julián - Per una vita migliore (A Better Life)
- 2013
  - Tom Holland - The Impossible
  - Jared Gilman - Moonrise Kingdom - Una fuga d'amore (Moonrise Kingdom)
  - Zachary Gordon - Diario di una schiappa - Vita da cani (Diary of a Wimpy Kid: Dog Days)
  - Quinn Lord - Imaginaerum
  - Jason Spevack - Jesus Henry Christ
  - Christian Traeumer - The Child
- 2014
  - Miles Elliot - Camp
  - Skylan Brooks - The Inevitable Defeat of Mister & Pete
  - Chandler Canterbury - Standing Up
  - Liam James - C'era una volta un'estate (The Way Way Back)
  - Maxim Knight - Medeas
- 2015
  - Reese Hartwig - Earth to Echo
  - Ed Oxenbould - Una fantastica e incredibile giornata da dimenticare (Alexander and the Terrible, Horrible, No Good, Very Bad Day)
  - Nathan Gamble - L'incredibile storia di Winter il delfino 2 (Dolphin Tale 2)
- 2016
  - Julian Feder - A Boy Called Po
  - Edouard Holdener - Hunky Dory
  - Jacob Tremblay - Somnia (Before I Wake)
  - Neel Sethi - Il libro della giungla (The Jungle Book)
  - Oakes Fegley - Il drago invisibile (Pete's Dragon)
  - Sunny Pawar - Lion - La strada verso casa (Lion)
- 2017
  - Jacob Tremblay - Wonder
  - Oakes Fegley - La stanza delle meraviglie (Wonderstruck)
- 2018
  - Christopher Convery - Millennium - Quello che non uccide (The Girl in the Spider's Web)
  - Dogen Eyeler - Black Pumpkin
  - Josh Elliott Pickel - Weed
  - Paul-Mikél Williams - Ore 15:17 - Attacco al treno (The 15:17 to Paris)
  - Philip Zhao - Ready Player One
  - Tyler DiChiara - Relish